# Chloropoea westwoodi
Chloropoea westwoodi är en fjärilsart som beskrevs av Stoneham 1965. Chloropoea westwoodi ingår i släktet Chloropoea och familjen praktfjärilar. Inga underarter finns listade i Catalogue of Life.